# Europsko energetsko tržište
Integracija energetskih sustava zemalja u tranziciji prirodan je proces pri ispunjavanju cilja ulaska u Europsku uniju. Prva od mnogih reformi je restrukturiranje energetskih sustava na nacionalnoj razini s naglaskom na razdvajanju djelatnosti proizvodnje, prijenosa, distribucije i opskrbe. Usvajanjem te reforme, slijedi uvođenje tržišnih pravila. Prihvaćanjem tržišnih pravila, zemlje u tranziciji približavaju se integraciji nacionalne energetike u kontinentalnu energetiku(prvo na regionalnom nivou).  Proces tranzicije zahtjeva i usvajanje zakonodavstva EU koje se temelji na dvije direktive (2009/72/EC za električnu energiju i 2009/73/EC za prirodni plin) čime se ukidaju prethodne dvije direktive (2003/54/EC i 2003/55/EC). 

## Europsko zajedničko tržište
Tržište energenata pripada zajedničkom tržištu Europske unije stvorenim 1992. godine, što znači pravo prvenstvo europske legislative nad nacionalnim zakonodavstvom u tom sektoru. Najvažniji dijelovi europske legislative, direktiva Europske Komisije o unutarnjem tržištu električne energije (2009/72/EC) i direktiva Europske Komisije o unutarnjem tržištu prirodnog plina (2009/72/EC) definirale su okvire restrukturiranja i demonopoliziranja tržišta mrežnih energenata. U prvoj fazi, zemljama članicama prepušten je način primjene i stupanj deregulacije s ciljem povećanja efikasnosti sektora i snižavanja cijene energenata. Primaran razlog stvaranja tržišta energenata je snižavanje cijena, posebno za velike potrošače koji imaju važnu ulogu u konkurentnosti europske ekonomije. Uvođenjem i razvijanjem slobodnog tržišta predviđa se odvajanje sektora transmisije električne energije i transporta plina, slobodna proizvodnja s pravom prolaza kroz sistem te omogućavanje slobodne kupovine energenata na tržištu od strane velikih potrošača. 

## Tržište električne energije
Tržište električne energije slično je burzi na kojoj se trguje električnom energijom kao vrstom robe. Trgovina se odvija ili između država ili unutar države. Ponuda i potražnja su podložne velikim promjenama uzimajući u obzir da je električnu energiju teško uskladištiti, osobito bez troškova. Liberalizacijom tržišta električne energije dolazi do odvajanja proizvodnje od prijenosa i opskrbe pri čemu je nužno izvršiti restrukturiranje elektroenergetskog sustava. 

### Okomito integrirano poduzeće
Do početka devedesetih godina dvadesetog stoljeća okomito integrirana poduzeća su imala monopol u eletroprivredi koji je razbijen liberalizacijom tržišta. Okomita integracija je naziv za strategiju korištenu u velikim poduzećima s ciljem preuzimanja kontrole nad opskrbljivačima i distributorima radi veće uloge na tržištu, samanjenja troškova poslovanja i osiguranja opskrbljivanja i distribucije. Na taj način se stvara takozvani okomiti monopol. Ovaj sustav električne energije sastoji se od baznih elektrana (nuklearne elektrane i/ili termoelektrane na ugljen), vršnih elektrana (hidroelektrane i/ili termoelektrane na plin), prijenosa i dispečera, distribucije i naplate od potrošača (tarifnih korisnika) i PSO (eng. public service obligation). Za trgovanje električnom energijom potrebni su koordinatori isporuke koji usklađuju proizvodnju i potražnju. Opterećenje sustava električne energije (povećana potražnja) pokriva se proizvodnjom dodatne količine električne energije, a u slučaju zasićenja reagira se smanjenjem proizvodnje.

### Vrste tržišta električne energije
U novije vrijeme dolazi do liberalizacije proizvodnje i opskrbe električnom energijom. Uvjet za to je sklapanje ugovora o kupnji električne energije. Najčešće liberalizirano tržište je OTC (over the counter,eng.). OTC/Off-exchange(bez razmjene) trgovina se ostvaruje direktno između dvije stranke bez nadzora razmjene, odnosno ne podliježe pravilima nadzora.  Razmjena ima korist olakšavanja likvidnosti, ublažava kreditni rizik koji se odnosi na standard jedne stranke u transakciji, omogućuje transparentnost, i održava trenutne tržišne cijene. U OTC trgovini, cijena nije nužno javna informacija. u OTC trgovini, ugovori su bilateralni, odnosno samo između dvije stranke. 
Postoje različite vrste tržišta električne energije:
a) Spot tržite je tržište na kome se vrši isporuka električne energije u kratkom roku. Često se naziva i novčano tržište jer su cijene određene u gotovini na licu mjesta prema stvarnim tržištnim cijenama. Spot tržište osigurava mehanizam za balansiranje proizvodnje i      potrošnje i ono zamjenjuje otvoreno tržište električne energije. Karakteristika spot tržišta je omogućeno prepoznavanje viška energije, ponuda kupcima, pregovaranje u jako kratkom roku i isporuka kupljene energije nekoliko minuta kasnije. Spot tržišta mogu biti ili privatna ili pod nadzorom vladinih agencija. Cijena trgovanja na ovakvom tržištu postaje javna čim se obavi transakcija. Primjeri spot tržišta su Title Transfer Facility (TTF) u Nizozemskoj i National Balancing Point (NBP) u UK. 
b) Forward i future ugovori kojima se ugovara neka buduća isporuka električne energije. Za razliku od spot tržišta, cijena može biti fiksna ili varijabilna, vezana uz neki tržišni indeks, a isporučitelj nije određen. Trguje se na način da se ostvari standardni ugovor između dvije stranke za kupnju/prodaju određene imovine po cijeni određenoj danas, a plaćanje i isporuka je određeno za neki datum u budućnosti.
c) PPA(power purchase agreement,eng.), odnosno kupoporodajni ugovor za električnu energiju kojima se određuje kupac, dobavljač, količina, cijena i rok isporuke. To je zapravo ugovor između proizvođača električne energije (prodavač) i kupca električne energije. PPA određuje sve uvjete za prodaju električne energije između dviju stranki, uključujući početak projekta, raspored za isporuku električne energije, kazne za nepoštivanje ugovora te uvjete plaćanja i raskida. PPA je glavni sporazum koji definira prihode i kreditnu kvalitetu stvorenog projekta. Prema tome, PPA je ključni instrument financiranja projekta. 
d) Veleprodajni (Wholesale) ugovori koji imaju iste elemente kao i PPA ugovori, osim što nije određen dobavljač.
Sheme današnjih tržišta u svijetu : 
1) Jedan proizvođač (P) može opskrbljivati više opskrbljivača/distributera (O) putem PPA, koji onda opskrbljuju više kupaca (tarifnih ili s bilateralnim ugovorima)
Novost je i pristup prijenosu i distribuciji trećoj strani. Dalekovode možemo usporediti s cestama na koje proizvođači šalju električnu energiju, svaki određenu količinu, koja na kraju stiže ciljnim potrošačima u količini koju trebaju. Postoje operateri zaduženi za prijenos i pomoćne usluge (TSO, eng. transmission system operator) i operatori tržišta. Sklapaju se dugoročni ugovori o opskrbi s tarifnim kupcima, a moguća je i kupnja na trenutnom (spot) tržištu. Poduzeće koje izlazi na tržište mora odrediti cijenu po kojoj je spremno bilo prodati ili kupiti električnu energiju. Ta cijena ovisi o troškovima proizvodnje te start-up troškovima različitih generatora. Tendencija je da prodajna cijena bude viša ili bar jednaka cijeni proizvodnje. 
2) Jedan proizvođač (P) može opskrbljivati više opskrbljivača/distributera (O) putem PPA ili ad hoc bilateralnih ugovora, koji onda opskrbljuju više kupaca (tarifnih ili s bilateralnim ugovorima)
3) Jedan proizvođač (P) može opskrbljivati više opskrbljivača/distributera (O) putem PPA, ad hoc bilateralnih ugovora ili day ahead spot tržišta, koji onda opskrbljuju više kupaca (tarifnih ili s bilateralnim ugovorima)
Elektična energija se može kupiti na “tržištu dan unaprijed” (eng. day ahead market) gdje se ugovori kupnja određene količine energije dan prije isporuke. Takve aukcije električnom energijom odvijaju se svakog sata, a želi se postići da transakcija bude jednaka po cijeni i u određeno vrijeme. Cijena se određuje omjerom ponude i potražnje. Sudionici ponekad određuju gornju granicu cijena ili vrše kupoprodaju po posebnim uvjetima, tzv. blok ponuda, kojom se za određenu cijenu ugovara isporuka električne energije tijekom nekoliko sati.
4) Jedan proizvođač (P) može opskrbljivati više opskrbljivača (O) putem PPA ili ad hoc bilateralnih ugovora, te može prodavati na day ahead spot tržištu, na kojem mogu kupovati opskrbljivači i krajnji kupci. Krajnji kupci mogu kupovati od osprkrbljivača/distributera (tarifnih ili s bilateralnim ugovorima) ili na day ahead spot tržištu.
Odluka o gradnji elektrane ovisi o ukupnom trošku i izračunu da li se on može isplatiti prodajom električne energije i pomoćnih usluga. Ukupni trošak se sastoji od fiksnih i varijabilnih troškova. Fiksni trošak je investicijski trošak uvećan za fiksni dio operativnog troška i troška održavanja. Varijabilni trošak je trošak dodatno proizvedenog kWh u što ulazi trošak goriva, dodatni operativni trošak i dodatni trošak održavanja. Odluka o proizvodnji dodatnog kWh ovisi o varijabilnom trošku.Marginalni trošak je dodatni trošak koji nastaje proizvodnjom jedinice proizvoda više. Predstavlja promjenu u ukupnom trošku proizvodnje.O visini marginalnog troška ovisi da li će se potražnja zadovoljiti proizvodnjom iz vlastitih izvora ili uvozom. Plin i mazut dolaze u obzir kao izvori električne energije jedino u slučaju visoke potražnje kad i cijena može biti veća. Postoji mogućnost državnih subvencija što utječe na trošak i odluku o proizvodnji i uvozu.
Tržište električne energije danju
Tržište električne energije noću

### POOL sistemi
Pool sistemi se koriste radi uravnoteženja električnog opterećenja preko veće električne mreže. TO je mehanizam za razmjenu energije između dva ili više poduzeća koji opskrbljuju električnom energijom ili ju proizvode. Za razmjenu energije formira se takozvani power pool s jedinstvenim ugovorom kojeg potpisuju sva poduzeća kojima je u interesu pristupanje tom pool sistemu. Taj ugovor predviđa utvrđene rokove i uvjete za članove te je složeniji od bilateralnog sporazuma. Za pool sisteme karakteristično je da se cijena i količina električne energije koja je predmet ugovora formira na temelju centraliziranog optimizacijskog procesa baziranog na marginalnim troškovima. Taj proces izvode nezavisne institucije.
Postoje dva oblika pool sistema:
a)Obvezni pool sistem (mandatory pool) u kojem se trgovina mora vršiti preko poola. Svi poslovi razmjene i rješavanja sporova se rješavaju od strane administratora poola. 
b)Dobrovoljni pool (voluntary pool) koji nije obavezan, već je dozvoljeno i bilateralno tržište.
Formiranje power poola donosi sljedeće potencijalne prednosti :
1)smanjenje operativnih troškova
2) štednja u zahtjevima kapaciteta
3) pomoć iz poola 
4) minimiziranje troškova održavanja 
5) pouzdaniji rad
Formiranje power poola je povezano s brojnim problema i ograničenja. To uključuje :
1) sporazum može biti vrlo složen
2) troškovi uspostave središnjeg dispečerskog ureda, potrebne komunikacije i računalnih objekata
3) nezavisnim transakcijama izvan bazena .
4) složenosti prema rješavanju regulatornih tijela, ako je bazen posluje u više od jedne države .
5) problem štenje
Postoji više tržišta električne energije dan unaprijed koja su geografski određena:
1) Nord pool ELSPOT (DANSKA, ESTONIJA, FINSKA, LITVA, NORVEŠKA, ŠVEDSKA)
2) EPEX SPOT (AUSTRIJA, NJEMAČKA, FRANCUSKA, ŠVICARSKA)
3) APX-ENDEX (BELGIJA, NIZOZEMSKA, UK)
4) OMEL (ŠPANJOLSKA, PORTUGAL)
5) OTE (ČEŠKA REPUBLIKA, SLOVAČKA)
6) IPEX (ITALIJA)
7) TGE (POLJSKA)
8) OPCOM (RUMUNJSKA)
9) HUPX (MAĐARSKA)
10)BSP (SLOVENIJA)
11)DESMIE (GRČKA)
Također dolazi do povezivanja u energetske zajednice. Pri kupnji energije na tržištu dan unaprijed postoji mogućnost greške u predviđanju vjetra do 20%.
Tržišta električne energije u toku dana (eng. intraday) također su geografski određena:
1) Nord pool ELBAS (DANSKA, ESTONIJA, FINSKA, LITVA, NORVEŠKA, ŠVEDSKA)
2) EPEX SPOT Intraday (AUSTRIJA, NJEMAČKA, FRANCUSKA, ŠVICARSKA)
3) APX-ENDEX (BELGIJA, NIZOZEMSKA, UK)
4) OMEL (ŠPANJOLSKA, PORTUGAL)

### Potrebe elektroenergetskog sustava za energijom, energijom uravnoteženja i rezervom
Cilj primarne regulacije je održavanje ravnoteže između proizvodnje i potrošnje. Ona djeluje pri ispadu proizvodnje ili rasterećenju. Sekundarna regulacija treba dovesti frekvenciju i snagu razmjene na njihove zadane vrijednosti. Aktivira se samo regulator područja u kojem je nastupio poremećaj. Tercijarnom regulacijom povećava se sekundarna regulacijska rezerva. Tercijarna rezerva je tzv. minutna rezerva. Njome se optimira raspodjela sekundarne regulacijske rezerve. Primarna rezerva je definirana kao ona koja mora “odgovoriti” u roku od 10 sekundi u punom kapacitetu i biti raspoloživa sljedećih 20 sekundi. Sekundarna rezerva mora biti u punom kapacitetu dostupna 30 sekundi nakon iskakanja velike proizvodne jedinice, a mora biti raspoloživa sljedećih 30 minuta. Tercijarna rezerva vraća sustav u normalu.

### Direktiva 2009/72/EC
Direktiva o unutrašnjem tržištu električne energije donesena je 1996., a došla je na snagu u veljači 1997, dajući dvije godine zemljama članicama za prilagodbu lokalnog zakonodavstva. Direktiva postavlja zajednička pravila o proizvodnji, transmisiji i distribuciji električne energije.
Za gradnju novih kapaciteta generacije postoje dvije predviđene procedure, autorizacijom i tenderom (natječajem). U autorizacijskom sistemu aplikanti koji zadovoljavaju kriterije će biti bez diskriminacije autorizirani za gradnju novog kapaciteta bez obzira na potrebu, za razliku od sistema tendera gdje vlada zemlje članice procjenjuje buduće potrebe za kapacitetom.
Prema definiciji direktive transmisija obuhvaća samo visokonaponsku mrežu (>=110 kV) i dispečerstvo, te kao takva mora biti barem knjigovodstveno odvojena (unbundling) od proizvodnje i distribucije kao transmission system operator (TSO). Dispečer mora davati jednak pristup svim korisnicima, s time da zemlje članice mogu propisati prioritet obnovljivim izvorima i kogeneraciji te električnoj energiji proizvedenoj iz domaćih goriva, do maksimalno 15% primarne energije upotrebljene za proizvodnju električne energije.
Distribucija obuhvaća i transmisiju na srednje i niskonaponskoj mreži. Zemlja članica može propisati obavezu opskrbe električnom energijom svih potrošača lociranih u distributivnom području, tzv. public service obligation (PSO), te također može regulirati tarifni sustav.
Prema direktivi tri gornja sektora moraju biti knjigovodstveno razdvojeni (unbundling), ali mogu kroz sistem holdinga ili firmi kćeri ostati dio iste grupe. Sve neelektrične djelatnosti takve grupe moraju također biti knjigovodstveno odvojene u posebne tvrtke. Predviđana su tri mehanizma pristupa mreži, regulirani i pregovorni pristup trećoj strani (third party access, TPA) te procedura jedinstvenog kupca (single buyer). Osim pristupa mreži postoji i mogućnost postavljanja direktnih vodova između proizvođača i potrošača podložna autorizaciji. Regulirani TPA pristup mreži podrazumijeva da su tarife transmisije unaprijed poznate, dok pregovorni TPA omogućuje kupcu i prodavaču da pregovaraju oko cijene transmisije s TSO, ali u oba slučaja se cijena struje uspostavlja direktnim dogovorom krajnjih stranaka. Sistem jedinstvenog kupca je definiran centraliziranom kupnjom i prodajom električne energije. Takav sistem pretpostavlja da su transmisijske tarife poznate i nediskriminatorne, dok jedan dio kupaca (eligible customers - povlašteni kupci) imaju pravo na direktnu kupnju električne energije s time da jedinstveni kupac mora struju otkupiti po prodajnoj cijeni struje umanjenoj za transmisijsku tarifu ne znajući dogovorenu cijenu struje.
Prva faza postepenog otvaranja tržišta električne energije odvijala se u tri etape, 1999., 2000. i 2003. Prvom etapom bila je obuhvaćena sva proizvodnja električne energije te prodaja potrošačima koji kupuju više od 40 GWh godišnje, tj. oko 26.5% ukupnog europskog tržišta. Kako je veličina potrošača neravnomjerna između zemalja članica tako je direktiva predvidjela da svaka zemlja članica poimence odredi potrošače sa slobodnim pristupom tržištu tako da udio liberaliziranog tržišta bude otprilike gornji postotak. Početkom 2000. taj je udio povećan na 28% tržišta, bazirano na udjelu potrošača većih od 20 GWh godišnje. Konačno, 2003. liberaliziralo bi se minimalno 33% tržišta, odnosno udio koji odgovara potrošačima većim od 9 GWh godišnje. Pojedine zemlje članice mogu liberalizirati i veći dio tržišta što je većina već i učinila tako da će kao posljedica Direktive 80% tržišta električne energije u Europskoj uniji već slobodno. Jedinstveno tržište električne energije nije ograničeno samo na zemlje članice EU, nego prihvaćanjem regulative koja prati Direktivu mogu mu se pridružiti i zemlje Europskog ekonomskog prostora (European Economic Area, EEA), što u praksi znači Norveška, te Švicarska i zemlje u akcesiji.

## Tržište prirodnog plina
Direktiva Evropske komisije o unutrašnjem tržištu prirodnog plina donesena je 1998. dakle dvije godine poslije prve Direktive o tržištu električne energije, te je iste godine stupila na snagu, dajući dvije godine zemljama članicama za prilagodbu lokalnog zakonodavstva. Direktiva postavlja zajednička pravila o ponudi, transportu, skladištenju i distribuciji prirodnog plina, ali omogućava onim zemljama članicama koje su ili odvojene od evropske plinske mreže ili su spojene samo jednim ulaznim plinovodom te im najveći dobavljač ima više od 75% kapaciteta da ne primjenjuju direktivu. Također je izuzetak od nekih odredbi moguć za one zemlje (Portugal i Grčka) gdje plinska mreža postoji manje od 10 godina. Maksimalno je moguće dobiti izuzetak od direktive na 10 godina.
Kao i za tržište električne energije zemljama članicama je omogućeno da izaberu regulirani ili pregovorni TPA (third party access). Propisano je knjigovodstveno odvajanje pojedinih sektora, a posebno mreže plinovoda (unbundling). Predviđeno je da stupanjem na snagu Direktive zemlje članice liberaliziraju barem 20% tržišta prirodnog plina, s time da same mogu odabrati potrošače (eligible customers). Nakon 5 godina taj bi se udio povećao na 28% a nakon 10 godina na 33%. Među povlaštenim potrošačima koji dobivaju pravo izbora dobavljača već od ove godine morali bi biti barem termoelektrane na plin, veće toplane na plin, te svi potrošači koji na jednom mjestu troše barem 25 milijuna m3 prirodnog plina. Taj se limit postepeno smanjuje, da bi potpuna liberalizacija bila predviđena do 2007. Jedinstveno tržište prirodnog plina nije ograničeno samo na zemlje članice EU, nego prihvaćanjem regulative koja prati Direktivu mogu mu se pridružiti i zemlje EEA, što u praksi znači Norveška, te Švicarska i zemlje u akcesiji.

## Vanjske poveznice
- Poglavlje o europskom energetskom tržištu  Arhivirana inačica izvorne stranice od 17. travnja 2017. (Wayback Machine)